# Gabon na Mistrzostwach Świata w Lekkoatletyce 2013
Reprezentacja Gabonu na Mistrzostwach Świata w Lekkoatletyce 2013 liczyła 2 zawodników, lecz wystartował jedynie Gauthier Okawe.

## Występy reprezentantów Gabonu

### Mężczyźni
| Konkurencja   | Zawodnik       | Preeliminacje | Preeliminacje | Eliminacje | Eliminacje | Półfinał | Półfinał | Finał    | Finał   |
| Konkurencja   | Zawodnik       | Rezultat      | Pozycja       | Rezultat   | Pozycja    | Rezultat | Pozycja  | Rezultat | Pozycja |
| ------------- | -------------- | ------------- | ------------- | ---------- | ---------- | -------- | -------- | -------- | ------- |
| Bieg na 100 m | Gauthier Okawe | 11,83 (PB)    | 29.           | NQ         | NQ         | NQ       | NQ       | NQ       | NQ      |

### Kobiety
| Konkurencja   | Zawodnik             | Runda 1  | Runda 1 | Półfinał | Półfinał | Finał    | Finał   |
| Konkurencja   | Zawodnik             | Rezultat | Pozycja | Rezultat | Pozycja  | Rezultat | Pozycja |
| ------------- | -------------------- | -------- | ------- | -------- | -------- | -------- | ------- |
| Bieg na 100 m | Paulette Zang-Milama | DNS      | DNS     | NQ       | NQ       | NQ       | NQ      |